# 라이트족제비여우원숭이
라이트족제비여우원숭이(Lepilemur wrightae)는 마다가스카르에서 발견되는 족제비여우원숭이의 일종이다. 꼬리 길이는 24 ~ 27 cm이고, 전체 몸 길이가 약 52 ~ 64 cm로 가장 큰 족제비여우원숭이들 중의 하나이다. 라이트족제비여우원숭이는 마다가스카르 남동부에서 발견되며, 1차숲과 2차숲의 중간 높이의 숲에서 서식한다.